# Championnats d'Afrique de cyclisme sur piste 2023
Navigation
2022 2024
Les Championnats d'Afrique de cyclisme sur piste 2023 ont lieu du 5 au 9 mars 2023 au Vélodrome international du Caire en Égypte, pour la 3e fois.
Des championnats pour les juniors (moins de 19 ans) ont également lieu en même temps.

## Épreuves masculines
| Épreuves               | Or                                                                          | Argent                                                                      | Bronze                                                                    |
| ---------------------- | --------------------------------------------------------------------------- | --------------------------------------------------------------------------- | ------------------------------------------------------------------------- |
| Kilomètre              | Johannes Myburgh                                                            | Mitchell Sparrow                                                            | Hussaein Hassan                                                           |
| Keirin                 | Jean Spies                                                                  | Mitchell Sparrow                                                            | Mohamed Nadjib Assal                                                      |
| Vitesse individuelle   | Jean Spies                                                                  | Johannes Myburgh                                                            | Hussaein Hassan                                                           |
| Vitesse par équipes    | Afrique du Sud Jean Spies Johannes Myburgh Mitchell Sparrow                 | Égypte Hussaein Hassan Khaled Allam Abelrahman Salem                        | Non attribuée                                                             |
| Poursuite individuelle | Lotfi Tchambaz                                                              | Mahmoud Bakr                                                                | Wynand Hofmeyr                                                            |
| Poursuite par équipes  | Afrique du Sud Joshua van Wyk Daniyal Matthews Carl Bonthuys Wynand Hofmeyr | Égypte Youssef Abouelhassan Mahmoud Bakr Ahmed Saad Assem Elhusseini Khalil | Algérie Lotfi Tchambaz Yacine Chalel Mohamed Nadjib Assal Hamza Megnouche |
| Course aux points      | Joshua van Wyk                                                              | Mohamed Nadjib Assal                                                        | Carl Bonthuys                                                             |
| Scratch                | Matthew Lester                                                              | Lotfi Tchambaz                                                              | Joshua van Wyk                                                            |
| Course à l'américaine  | Afrique du Sud Carl Bonthuys Wynand Hofmeyr                                 | Algérie Lotfi Tchambaz Yacine Chalel                                        | Égypte Youssef Abouelhassan Ahmed Saad                                    |
| Course à élimination   | Yacine Chalel                                                               | Wynand Hofmeyr                                                              | Mohamed Nadjib Assal                                                      |
| Omnium                 | Joshua van Wyk                                                              | Carl Bonthuys                                                               | Wynand Hofmeyr                                                            |

## Épreuves féminines
| Épreuves               | Or                                                                                | Argent                                                                          | Bronze              |
| ---------------------- | --------------------------------------------------------------------------------- | ------------------------------------------------------------------------------- | ------------------- |
| 500 mètres             | Ese Ukpeseraye                                                                    | Shahd Mohamed                                                                   | S'annara Grove      |
| Keirin                 | S'annara Grove                                                                    | Shahd Mohamed                                                                   | Ese Ukpeseraye      |
| Vitesse individuelle   | Shahd Mohamed                                                                     | Gladys Grikpa Tombrapa                                                          | Affoué Sarah Kouamé |
| Vitesse par équipes    | Nigeria Tawakalt Yekeen Grace Ayuba Treasure Coxson                               | Non attribuée                                                                   | Non attribuée       |
| Poursuite individuelle | Kerry Jonker                                                                      | Charlissa Schultz                                                               | Treasure Coxson     |
| Poursuite par équipes  | Afrique du Sud Kerry Jonker Charlissa Schultz Danielle van Niekerk S'annara Grove | Nigeria Gladys Grikpa Tombrapa Ese Ukpeseraye Durogbade Adejoke Tawakalt Yekeen | Non attribuée       |
| Course aux points      | Ebtissam Zayed                                                                    | S'annara Grove                                                                  | Kerry Jonker        |
| Scratch                | Ebtissam Zayed                                                                    | Kerry Jonker                                                                    | Ese Ukpeseraye      |
| Course à l'américaine  | Afrique du Sud Danielle van Niekerk Charlissa Schultz                             | Afrique du Sud S'annara Grove Ainsli de Beer                                    | Non attribuée       |
| Course à élimination   | Ebtissam Zayed                                                                    | Danielle van Niekerk                                                            | Ainsli de Beer      |
| Omnium                 | Ebtissam Zayed                                                                    | S'annara Grove                                                                  | Kerry Jonker        |

## Tableaux des médailles
| Rang  | Nation         | Or | Argent | Bronze | Total |
| ----- | -------------- | -- | ------ | ------ | ----- |
| 1     | Afrique du Sud | 13 | 11     | 8      | 32    |
| 2     | Égypte         | 5  | 5      | 3      | 13    |
| 3     | Algérie        | 2  | 3      | 3      | 8     |
| 4     | Nigeria        | 2  | 2      | 3      | 7     |
| 5     | Côte d'Ivoire  | 0  | 0      | 1      | 1     |
| Total | Total          | 22 | 21     | 18     | 61    |